# Міндаугас Грішконіс
Міндаугас Грішконіс (лит. Mindaugas Griškonis, нар. 17 січня 1986, Вільнюс, Литва) — литовський веслувальник, срібний призер Олімпійських ігор 2016 року, чемпіон Європи, призер чемпіонатів світу та Європи.

## Виступи на Олімпіадах
| Олімпіада   | Дисципліна   | Місце |
| ----------- | ------------ | ----- |
| Пекін 2008  | одиночки     | 8     |
| Лондон 2012 | одиночки     | 8     |
| Ріо 2016    | парні двійки | 2     |

## Зовнішні посилання
- Профіль на сайті FISA.

1. ↑  Mindaugas Griskonis